# Csorbató

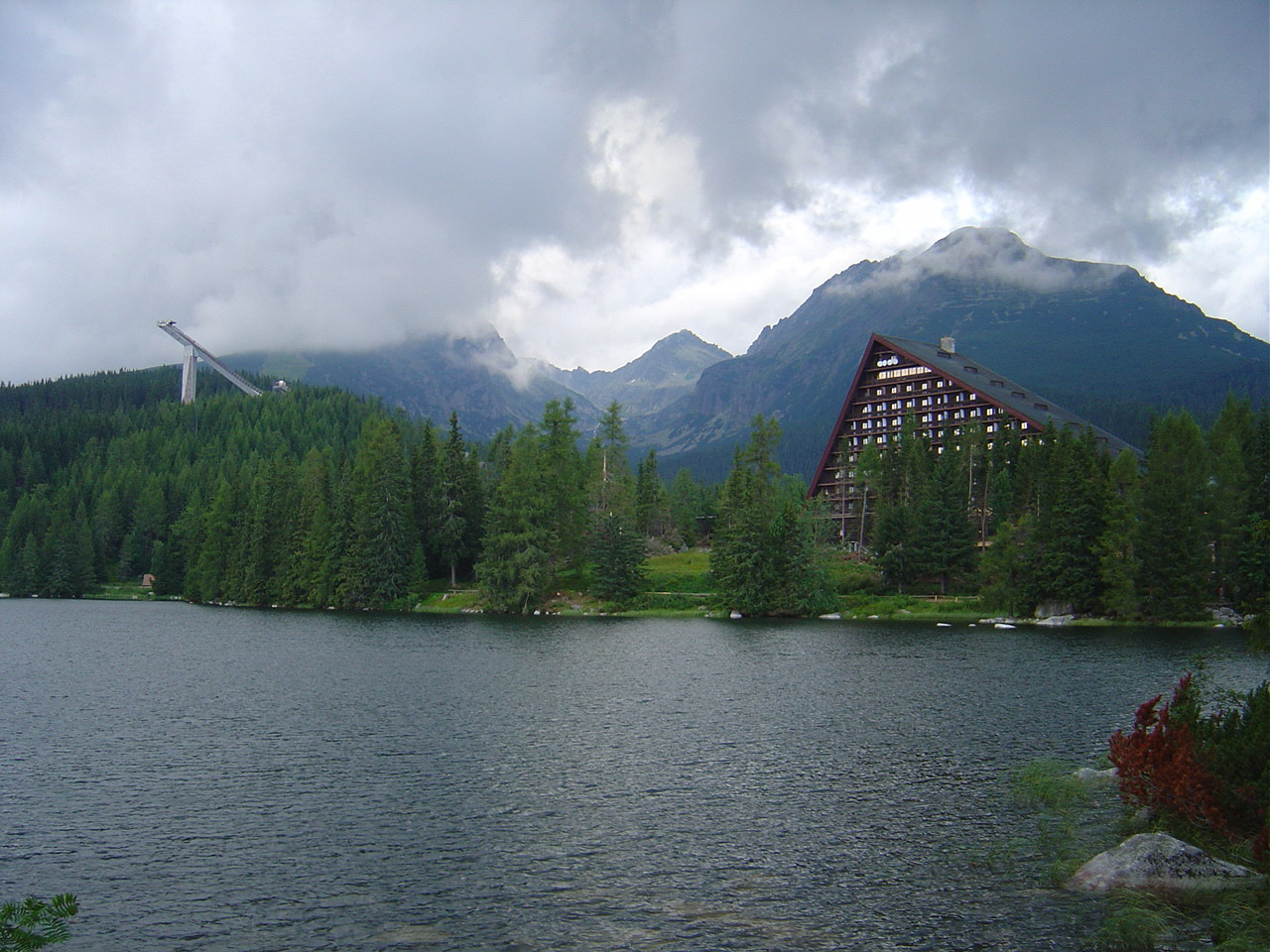
A Csorba-tó a Pátria szállóval

Csorbató (szlovákul: Štrbské Pleso) modern szállodákkal, jól felszerelt sípályákkal rendelkező üdülőtelep a Magas-Tátrában, a Csorba-tó mellett, melyről nevét kapta. 1947-ig és 2007 óta Csorba község része az Eperjesi kerület Poprádi járásában.

## Fekvése
A legmagasabban (1350 m) fekvő tátrai üdülőhely a telepnek nevet adó Csorba-tó mellett.

## Megközelítése
Csorbáról a Csorbatói Fogaskerekű Vasúttal közelíthető meg. Itt található továbbá a Magas-Tátra településeit összekötő Tátrai villamosvasút nyugati végállomása, ide érkeznek Ótátrafüreden keresztül a Poprád valamint a Tátralomnic felől induló vonatok.

## Története
A Csorba-tó és környéke 1947-ig Csorba határához tartozott – innen kapta nevét is –, a tó és környékének korai története az anyaközségével fonódott össze. A tó melletti telepet először 1644-ben említi Frölich Dávid Bibliotheca seu Cynosura Peregrinantium című művében. 1719-ben idősebb Buchholtz György az itteni fenyőolaj-készítést említi meg. 1848-ig a Szent-Iványi család birtoka volt. 1860-ban még lakói megkísérelték a Csorba-tó leeresztését is.

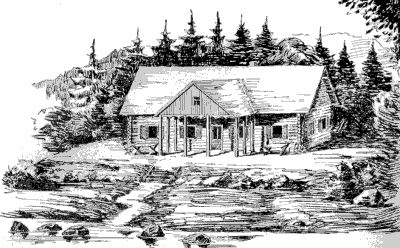
A Magyarországi Kárpát-egyesület 1875-ben Szentiványi József támogatásával építette fel a József-menedékházat (Thirring Gábor vázlata, 1877)

Az addig értéktelennek hitt terület a 19. század végére vált egyre inkább turisztikai központtá. Első épülete a Szentiványi József által 1872-ben felépíttetett vadászlak volt. A következő évben a turisták számára is megnyitották. A birtokos hamarosan az MKE-nek engedélyezte egy újabb ház építését, melyet 1875. augusztus 2-án, az ünnepélyes felavatáskor tiszteletére József-laknak kereszteltek. A 19. század végén a tóba halakat telepítettek, télen különösen tiszta jegét termelték ki. A telepet 1895-ben hivatalosan is fürdőtelepüléssé nyilvánították. 1896-ra elkészült a fogaskerekű vasút, egyre több villa épült területén. A területet 1901-ben a magyar államkincstár vásárolta meg. 1918-tól a terület csehszlovák uralom alá került, amit a trianoni diktátum tett véglegessé 1920-tól. Addig Liptó vármegye Liptóújvári járásához tartozott.
A Grand Hotel építését az első világháború után fejezték be. Első ízben 1935-ben rendeztek itt sívilágbajnokságot, majd 1970-ben ismét. A háromszög alakú Pátria Szálló 1976-ban épült.
A település 1947-ig Csorba része volt, 1949-től az újonnan létrehozott Magastátra városhoz tartozott egészen 1960-ig, amikor a várost Ótátrafüred, Csorbató, Tátralomnic, Zár és Štôla községekre osztották. Ótátrafüred, Csorbató és Tátralomnic községeket a Szlovák Köztársaság Nemzeti Tanácsának határozata alapján 1990-ben ismét egyesítették, amikor területükön létrehozták Starý Smokovec várost, amelyet 1999. január 1-jétől ismét Magastátrára neveztek át. A csorbaiak 17 éve próbálkoztak az üdülőhely visszaszerzésével, és törekvésük végül sikerrel járt, a szlovák legfelsőbb bíróság visszaállította az 1947 előtti községhatárt. Magastátra város vissza akarja szerezni az üdülőhelyet, mert attól tartanak, hogy szétzilálódik a Tátra egysége.

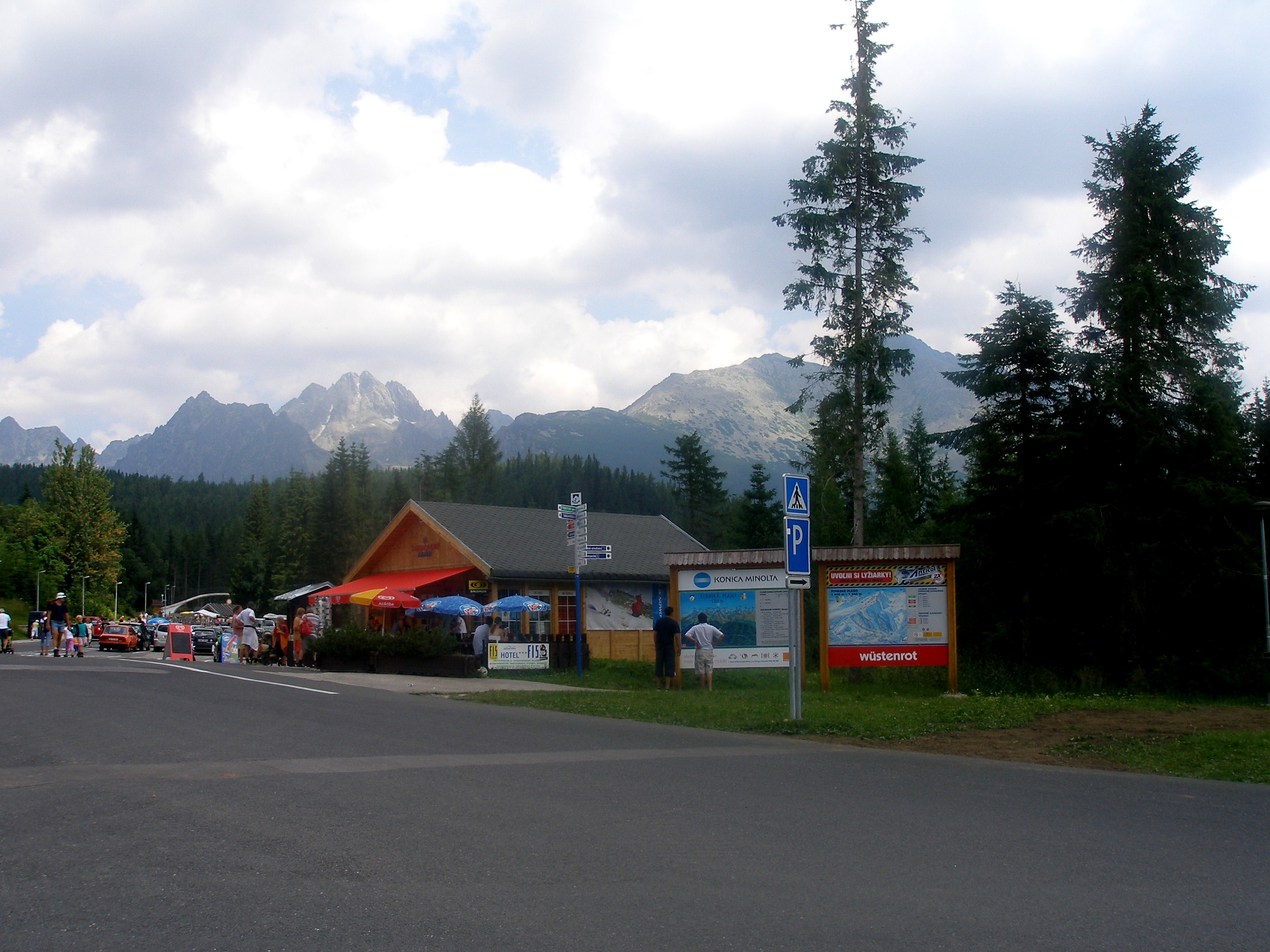
Csorbató